# Bianco Pisano di San Torpè Vin Santo
Il Bianco Pisano di San Torpè Vin Santo è un vino DOC la cui produzione è consentita nelle province di Livorno e Pisa.

## Caratteristiche organolettiche
- colore: dal dorato all'ambrato intenso
- odore: etereo, intenso, armonico, caratteristico
- sapore: amabile o secco, armonico con retrogusto caratteristico

## Produzione
Provincia, stagione, volume in ettolitri
- Pisa  (1990/91)  28,85
- Pisa  (1991/92)  19,25
- Pisa  (1992/93)  22,4
- Pisa  (1993/94)  22,33
- Pisa  (1994/95)  22,05
- Pisa  (1995/96)  21,0
- Pisa  (1996/97)  27,3